# General Dynamics
General Dynamics, fondée en 1952, est initialement une société de conception et de fabrication d'avions militaires travaillant principalement pour le compte du gouvernement américain. On lui doit la construction du F-16 Fighting Falcon et du F-111 Raven. En 2008, ces avions sont développés par Lockheed Martin qui a racheté en 1993 la compagnie créatrice de ces appareils.
General Dynamics se classait en 2023 au sixième rang mondial pour la production d'armement.

## Historique
L'origine de cette compagnie remonte à la John P. Holland Torpedo Boat (fabricant de navires lance-torpilles), renommée Electric Boat Co en 1899. Après la Seconde Guerre mondiale, Electric Boat (spécialisée dans la construction de navires et de sous-marins) se trouva sans commande mais avec une énorme trésorerie. Son président chercha un moyen de la diversifier.
Après des recherches, John Jay Hopkins président d'Electric Boat, trouva que Canadair (détenue à l'époque par le gouvernement canadien) était à vendre. La transaction fut conclue en 1946 pour une somme de 10 millions de dollars américains.
Après une profonde restructuration, notamment des lignes de production, Canadair renoua avec les profits et livra même son appareil North Star (une version sous licence du Douglas DC-4) en avance par rapport au calendrier initial.
Avec le rachat de Canadair, la production d'avions augmenta plus fortement que la production de bateaux. John Jay Hopkins trouva que le nom d'Electric Boat ne pouvait plus représenter l'entreprise. Le 24 avril 1952, le nom fut officiellement changé pour General Dynamics.
Ayant toujours énormément de trésorerie, General Dynamics racheta Convair en 1953.
Canadair fut revendu au gouvernement canadien en 1976. La même année, Canadair vend sa participation dans Asbestos Corporation, entreprise spécialisée dans la production d'amiante à General Dynamics. En 1982, le gouvernement du Québec via la Société nationale de l'amiante acquiert 51 % de Asbestos Corporation pour 185 millions de dollars. En 1986, ce même gouvernement acquiert pour 170 millions de dollars les participations restantes.
Lockheed Martin a acheté la branche « avions militaires » de General Dynamics en 1993.

### Histoire récente
En 2014, une entente intervient entre l'Arabie saoudite et la Corporation commerciale canadienne, mandataire de la Couronne fédérale. L'entente prévoit l'achat par l'Arabie saoudite d'une certaine quantité de VBL devant être fabriqués par General Dynamics. Ladite entente est estimée à 15 milliards. Cette commande constituait la plus importante vente d'armes canadiennes de son histoire.
À la suite de l'assassinat controversé du journaliste Jamal Khashoggi et de l'implication de Ryad dans la guerre au Yémen, GDLS avertit le gouvernement canadien qu'une résiliation unilatérale aurait : « un impact négatif significatif sur nos employés hautement qualifiés, sur notre chaîne d'approvisionnement au Canada et plus généralement sur le secteur canadien de la défense », en plus de coûter des milliards aux canadiens.
Lors du débat sénatorial tenu le 6 décembre 2018 dans le processus d'adoption du projet de loi C-47, la sénatrice Lucie Moncion estimait que "l'annulation du contrat entraînerait la perte de 2 000 à 3 000 emplois chez General Dynamics à London, en Ontario, et coûterait des milliards de dollars aux contribuables".
En février 2018, General Dynamics annonce l'acquisition pour 6,8 milliards de dollars de CSRA, entreprise américaine issue de la fusion des activités de support informatique pour l'administration de CSC et de SRA International.

## Production

### Navale
Sous Electric Boat :
- De 1941 à 1945 construction de 74 sous-marins et de 398 PT Boats (des vedettes lance-torpilles) :
- USS Nautilus (SSN-571) (1er sous-marin à propulsion nucléaire) :
- USS George Washington (SSBN-598) (1er sous-marin lance-missiles balistique) :
- SSBN726 USS Ohio (1er sous-marin de la classe Ohio) :
- SSN21 USS Seawolf, un sous-marin nucléaire d'attaque (1er de la classe Seawolf).

General Dynamics possède aussi le chantier naval National Steel and Shipbuilding Company a San Diego.

### Aéronautique
- F-16
- F-111

Sous Convair Division
- Fusée Atlas :
  - version militaire : missile Atlas :
  - version civile pour le projet Mercury (voir Atlas).

### Terrestre
- Stryker
- Char M1 Abrams
- LAV 25

## Site de production

### Canada
General Dynamics possède une usine au Canada située au 1991 Oxford Street East, dans la ville de London (Ontario). Ses produits les plus recherchés sont les véhicules blindés légers.
La filiale canadienne de General Dynamics employait 1 350 personnes en 2017. Cependant, l'entreprise licencia 28 de ses 60 ingénieurs permanents en mars 2018.